# Mercedes Pascual
Mercedes Pascual Acuña (Madrid, 25 de diciembre de 1930-Ciudad de México, 9 de junio de 2019) fue una actriz hispano mexicana.

## Biografía y carrera
Se trasladó a México a los nueve años, junto con sus hermanos, Luis y Carlos Pascual Acuña; su madre Carmen Acuña y su padre Federico Pascual del Roncal, quien fue médico por parte de la Universidad de Santiago de Compostela, especialista en psiquiatría infantil,  jefe del Departamento de Psiquiatría e Higiene Mental del Ministerio de Sanidad, colaboró en el Instituto del Cerebro en Moscú, en México fue admitido como miembro de la Casa de España, fue profesor en la Universidad Nacional Autónoma de México y jefe del servicio psiquiátrico del Instituto Médico Pedagógico de México; Mercedes y su familia salen de España a  consecuencia de la guerra civil española, se dirigen a México a bordo de la embarcación Sinaia .
Ya en México  comenzó a asistir a clases de ballet, participando en el Ballet Moderno de Bellas Artes y en el Ballet de Opera de Bellas Artes. Posteriormente estudió actuación con el maestro Seki Sano y en la Academia de Teatro de Andrés Soler. Su debut como actriz fue en la obra La soga de 1952. Al año siguiente se nacionalizó mexicana.
Tenía una extensa carrera como actriz, participando en películas como Persíguelas y alcánzalas, El retrato de Anabella, Jóvenes delincuentes, Ángel de fuego, Novia que te vea (por la que estuvo nominada al Ariel) y Cilantro y perejil, entre muchas otras. En televisión ha participado en un varias telenovelas, entre otras Mi esposa se divorcia, Maximiliano y Carlota, El manantial del milagro, Viviana, Cuna de lobos, Teresa, Muchachitas, Retrato de familia y El candidato. Así mismo, actuó en obras como Miércoles de ceniza, Las criadas y El vestidor.
Mercedes se casó con el diplomático Víctor Flores Olea con quien tuvo a su única hija, la también actriz Mercedes Olea. Anteriormente estuvo casada con el actor Claudio Brook, con quien tuvo a su hija Claudia Brook.
Su última participación fue en la telenovela de TV Azteca Emperatriz, donde interpretó a Doña Leonor Bustamante.

## Filmografía

### Telenovelas
- Emperatriz (2011) .... Doña Leonor Bustamante de Del Real
- Amor sin condiciones (2006) .... Prudencia
- Los Sánchez (2004-2006) .... Mercedes Lozada
- La duda (2002) .... Águeda Altamirano

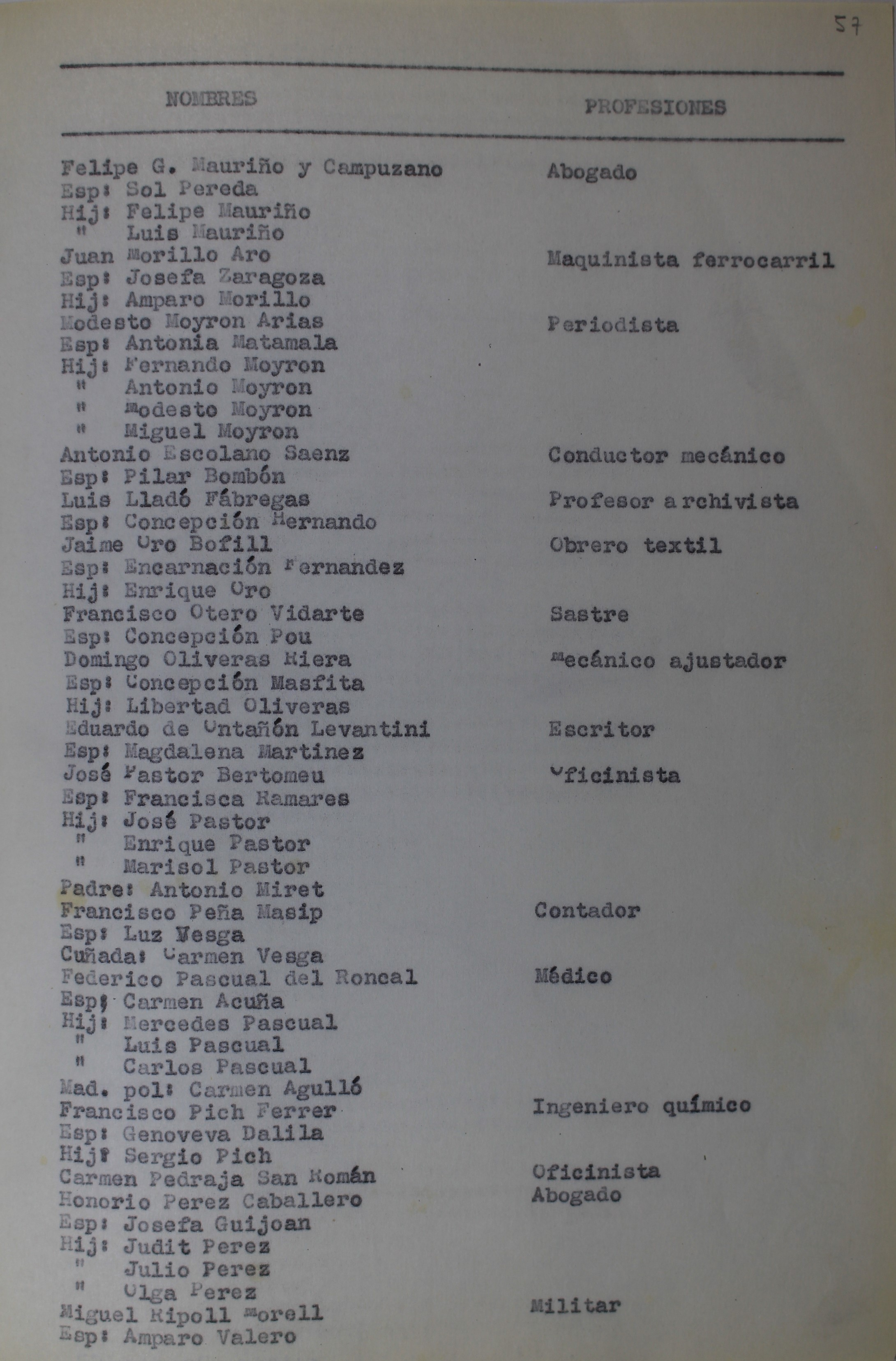
Lista de pasajeros del Sinaia en la cual aparece el nombre de Mercedes Pascual y su familia.

- Lista de pasajeros del Sinaia en la cual aparece el nombre de Mercedes Pascual y su familia.El candidato (1999-2000) .... Catalina Austin
- Tentaciones (1998) .... Generosa
- Chiquititas (1998-1999) .... Carlota Morán
- La antorcha encendida (1996) .... Pilar
- Retrato de familia (1995-1996) .... Leonarda "Narda" Negrete
- Muchachitas (1991-1992) .... Bertha
- La fuerza del amor (1990-1991) .... Cristina
- Simplemente María (1989-1990) .... Constanza de Peñalvert
- Teresa (1989-1990) .... Enriqueta Martínez
- El rincón de los prodigios (1987-1988) .... Rosario
- Cuna de lobos (1986-1987) .... Olga Van Der Sandt de De la Fuente
- Muchachita (1985-1986)
- Aprendiendo a amar (1980-1981) .... Amanda
- Viviana (1978-1979) .... Benigna
- Gotita de gente (1978) .... Doña Carlota
- Yo no pedí vivir (1977) .... Sara
- El manantial del milagro (1974) .... Yolanda
- Pequeñeces (1971)
- Anita de Montemar (1967) .... Conchita
- El dolor de amar (1966)
- Tres caras de mujer (1963)
- Mi esposa se divorcia (1959)

### Series de televisión
- Cambio de vida (2008)
- Historias de ellos para ellas (2003)
- La hora marcada (1990) .... Clara

### Películas
- Tamara y la Catarina (2016) .... Amalia[3]
- Hijas de su madre: Las Buenrostro (2005)
- La paloma de Marsella (1999)
- Cilantro y perejil (1998) .... Adela
- Novia que te vea (1994) .... Abuela Sol
- Ángel de fuego (1992) .... Josefina
- Jóvenes delincuentes (1990)
- A la misma hora (1988)
- Punto de arroz (1988)
- Vieja moralidad (1988) .... Angustias
- Una adorable familia (1987)
- El retrato de Anabella (1987)
- Yo te amo Catalina (1986) .... Abuela
- El juicio de Martín Cortés (1974)
- Persíguelas y alcánzalas (1969)
- Los años verdes (1967)
- Las troyanas (1963)
- El esqueleto de la señora Morales (1959)
- El valor de vivir (1954)

## Teatro
- El vestidor (1983)
- No me olvides en diciembre, (1988) de Alan Ayckbourn.[4]
- Mi hermano Federico, (1984) de Sinclair Beiles y Evie Garratt.[5]
- El tuerto es rey, (1982) de Carlos Fuentes.[6]
- El cocodrilo solitario del panteon rococo, (1982) de Hugo Argüelles.[7]
- Las mujeres sabias (1979), de Molière.
- Que formidable Burdel, (1978) de Eugène Ionesco.[8]
- Las criadas (1974), de Jean Genet.
- Como tu me deseas, (1972) de Luigi Pirandello.[9]
- La Celestina (1968), de Fernando de Rojas.
- Medusa (1968), de Emilio Carballido.
- Por Lucrecia (1966), de Jean Giraudoux.
- El burgués gentilhombre, (1965) de Moliere.[10]
- Medea, (1964) de Euripides.[11]
- Las troyanas, (1963) de Euripides.[12]
- Antigona (1963), de Bertolt Brecht.
- Teseo, (1962) de Emilio Carballido.[13]
- Sangre verde (1959)
- La pícara ladrona, (1958) de Jack Popplewell.[14]
- Mis tres amantes, (1956) de Alfonso Anaya.[15]
- Miércoles de ceniza (1956), de Luis G. Basurto.
- A media luz los tres, (1954) de Miguel Mihura.[16]
- Paseo con el diablo, (1954) de Guido Cantini.[17]
- La cocina de los ángeles (1953), de Albert Husson.
- Helena o la alegría de vivir, (1953) de André Roussin y Madeleine Gray.[18]
- La soga (1952), de Patrick Hamilton.

## Reconocimientos

### La Agrupación de Críticos y Periodistas de Teatro (ACPT)
| Año  | Categoría   | Homenaje            | Resultado |
| ---- | ----------- | ------------------- | --------- |
| 2014 | Trayectoria | Dama de la Victoria | Ganadora  |

### Premios Ariel
| Año  | Categoría              | Película             | Resultado |
| ---- | ---------------------- | -------------------- | --------- |
| 1994 | Mejor actriz de cuadro | Novia que te vea     | Nominada  |
| 2018 | Mejor actriz de cuadro | Tamara y la Catarina | Nominada  |